# Empirismus
Empirismus (řecky ἐμπειρισμός ze zkušenosti) je směr v teorii poznání různých filozofických soustav, který pokládá smyslovou zkušenost za jediný zdroj poznatků. Stojí v protikladu k racionalismu, který klade důraz na rozumovou složku poznání, jako jsou například u Kanta apriorní formy prostoru a času, které jsou předpokladem každé zkušenosti a nedají se z ní tedy odvodit.
Na rozdíl od filosofického empirismu, který se týká veškerého poznání a zkušenosti, empirismus jako součást metodologie přírodních věd člověku rozumí „empirií“ čili zkušeností pouze opakovatelný pokus s měřitelnými výsledky.

## Odrůdy empirismu
Empirismus může být jak materialistický, tak idealistický. Představitelé materialistického empirismu (Francis Bacon, Thomas Hobbes, John Locke, francouzští materialisté 18. století) tvrdí, že existuje objektivní svět, že smyslová zkušenost, bezprostřední údaje smyslových organů jsou zdrojem spolehlivých poznatků o tomto světě. Formami, předcházejícími materialistický empirismus, jsou učení o poznání epikureismu, stoy a nominalismu.
Empirici, kteří jsou subjektivními idealisty (George Berkeley, David Hume, Ernst Mach, Richard Avenarius, Bogdanov, logičtí empirikové), neuznávají existenci objektivní reality odrážené v lidských počitcích. Za zdroj poznatků považují subjektivně chápanou smyslovou zkušenost, kterou redukují na pouhý popis počitků.

## Představitelé empirismu

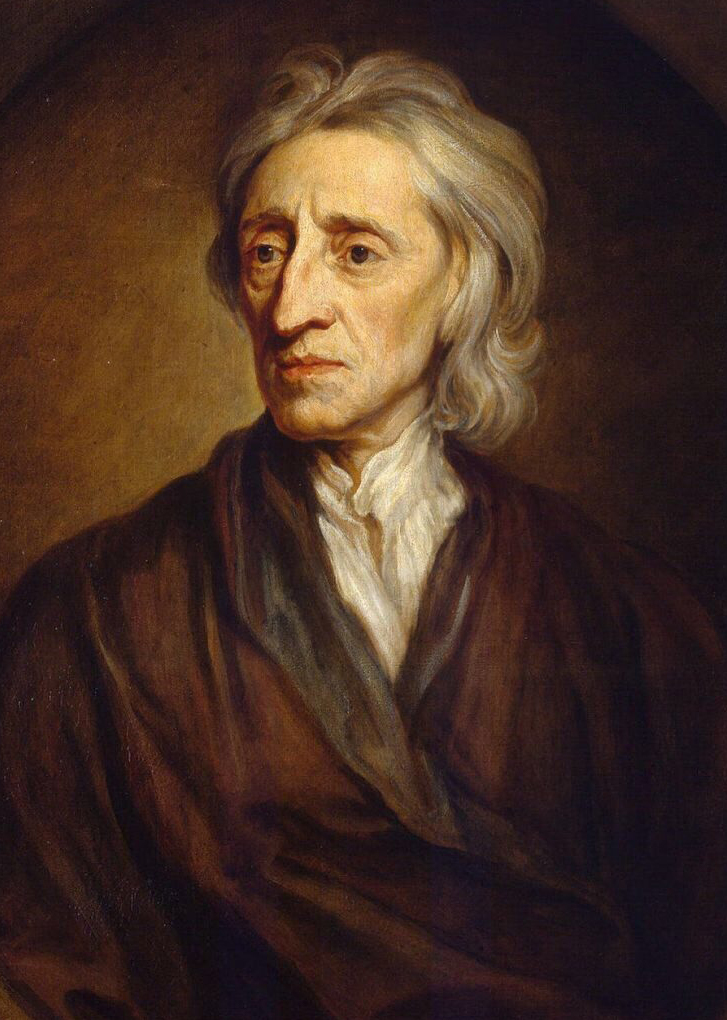
Anglický filosof John Locke

Za zakladatele novověkého empirismu je považován Francis Bacon. Hlavním představitelem je anglický filozof John Locke, který se postavil proti Descartovu postulátu vrozených idejí. Podle něj lze skutečnost poznat pouze prostřednictvím smyslové zkušenosti. Mezi další důležité postavy patří George Berkeley a David Hume. Reálné pro ně nejsou věci, ale pouze vjemy těchto věcí. Existenci předmětného světa podle nich vlastně nelze vůbec dokázat.
Mezi představitele vědeckého empirismu patří Hermann von Helmholtz, Bertrand Russell nebo Karl Popper.

## Kritika
Omezení poznání na oblast pouhé zkušenosti je podle kritiků empirismu neudržitelná. Nelze totiž ze zkušenosti odvodit základní postulát, totiž: „Všechna zkušenost je pravdivá.“ Pokud by tato věta neplatila, veškerá další tvrzení empiristů nebudou pravdivá. Hlavní zásada empirismu je tak sama v sobě sporná. Podle P. Markie je ovšem ostré rozlišování empirismu a racionalismu problematické, protože u všech významných představitelů se vyskytují i zdánlivě opačné názory.